# Эстрадно-симфонический оркестр акима Алматы
Эстрадно-симфонический оркестр акима Алматы — казахстанский симфонический оркестр, базирующийся в Алма-Ате. До середины 1990-х годов существовал как Казахский эстрадно-симфонический оркестр телевидения и радио.

## Казахский эстрадно-симфонический оркестр телевидения и радио
В 1956 году при Комитете радио и телевидения Казахской ССР возник музыкальный коллектив, в 1959 году преобразованный в эстрадный оркестр, а в 1972 году — в эстрадно-симфонический. Целью его организации была заявлена пропаганда оркестровых произведений и эстрадных песен казахстанских композиторов через телевидение и радио.
Первым художественным руководителем оркестра стал В. П. Каретников. Далее оркестр возглавляли В. К. Лисица (1960—1970), А. В. Гурьянов (1971—1983), К. Д. Дуйсекеев (1984—1997). В творческий коллектив в разное время входили такие известные казахстанские певцы, как Лаки Кесоглу, Рашид Мусабаев, Гульвира Разиева, Суат Абусеитов, Ескендир Хасангалиев и др. Оркестр вёл активную совместную работу с композиторами, певцами, инструменталистами как Казахской ССР, так и остальных союзных республик. Кроме того, музыканты оркестра внесли значительный вклад в становление казахстанского джаза, несмотря на негативное отношение местных властей, сохранявшееся дольше, чем в остальном СССР.
Однако в 1996 году из-за финансовых проблем оркестр прекратил свою деятельность, а в 1997 году был окончательно расформирован.

## Эстрадно-симфонический оркестр акима Алматы
Возрождение оркестра произошло в 2000 году при содействии акима Алма-Аты В. В. Храпунова, благодаря чему в названии возрождённого коллектива появилось упоминание акима Алматы. Возрождённый оркестр позиционирует себя как наследник Казахского эстрадно-симфонического оркестра телевидения и радио.
В 2005 году оркестр возглавил Нурлан Байкозов. Коллектив под его руководством стал насчитывать 45 участников. С 2013 года главным дирижёром и художественным руководителем оркестра стал Александр Беляков.